# Funes, o della memoria
Funes, o della memoria (titolo originale spagnolo Funes el memorioso) è un racconto fantasy dello scrittore argentino Jorge Luis Borges. Pubblicato per la prima volta su La Nación del giugno 1942, apparve nell'antologia Finzioni del 1944, seconda parte (Artifici). La prima edizione italiana fu pubblicata Einaudi nel 1955 nella traduzione di Franco Lucentini.
Il racconto narra la vicenda di Ireneo Funes, un uomo che, in seguito a una grave caduta da cavallo e a un trauma cranico, sviluppa la capacità eccezionale – o forse il tormento – di ricordare ogni minimo dettaglio di tutto ciò che vede e vive.

## Trama
Il protagonista, una sorta di alter ego di Borges, incontra Ireneo Funes, un giovane che vive a Fray Bentos, in Uruguay, nel 1884. Quando il cugino di Borges gli chiede l'ora, Funes risponde immediatamente, senza guardare un orologio e con una precisione sorprendente fino al minuto esatto.
Borges ritorna a Buenos Aires e, tre anni dopo, nel 1887, torna a Fray Bentos con l’idea di riposarsi e dedicarsi allo studio del latino. Scopre però che nel frattempo Ireneo Funes ha subito un grave incidente a cavallo, che lo ha lasciato permanentemente invalido. Poco dopo, Borges riceve un biglietto da Funes, in cui il ragazzo gli chiede di prestargli alcuni libri in latino e un dizionario. Sorpreso dalla richiesta, Borges decide di inviargli le opere che considera più complesse "per dissuaderlo del tutto".
Qualche giorno dopo, Borges riceve un telegramma da Buenos Aires che lo invita a tornare a casa a causa della cattiva salute del padre. Mentre prepara i bagagli, si accorge dei libri mancanti, precedentemente prestati a Funes. Si reca a casa di Funes, la madre lo accompagna nella stanza dove il giovane si trova a letto quasi completamente immobile. Entrando, Borges viene accolto dalla voce di Funes che parla in perfetto latino e recita "il primo paragrafo dal capitolo XXIV del libro VII della Naturalis Historia” di Plinio il Vecchio.
Funes enumera a Borges i casi di memoria prodigiosa citati nella Naturalis Historia e aggiunge che si meraviglia che siano considerati meravigliosi. Racconta che, da quando è caduto da cavallo, percepisce ogni cosa nei minimi dettagli e ricorda ogni cosa. Ricorda, ad esempio, la forma delle nuvole in ogni dato momento, così come le percezioni associate (muscolari, termiche, ecc.) a ogni momento. Funes descrive come riesce a vedere in un colpo d'occhio la complessità della criniera di un cavallo o della forma di una fiamma in continuo cambiamento, paragonando il riconoscimento immediato di una forma geometrica semplice da parte delle persone normali.
Per passare il tempo, Funes si è impegnato in progetti come la ricostruzione di un giorno intero di ricordi passati (uno sforzo che, a suo dire, gli porta via un altro giorno intero) e la costruzione di un "sistema di enumerazione" che assegna a ogni numero una parola diversa e arbitraria. Borges gli fa notare che questo è esattamente l'opposto di un sistema di enumerazione, ma Funes non è in grado di comprenderlo. Si tratta infatti di un ragazzo povero e ignorante, cresciuto nella periferia di una piccola città, le cui possibilità sono irrimediabilmente limitate, ma (dice Borges) i suoi assurdi progetti rivelano "una certa balbuziente grandezza". Funes è incapace di idee platoniche, di generalizzazione, di astrazione; il suo mondo è fatto di dettagli intollerabilmente innumerevoli. Gli riesce molto difficile dormire, perché ricorda "ogni anfratto e ogni modanatura delle varie case che lo [circondano]".
Borges passa tutta la notte a parlare con Funes al buio. Quando la luce dell'alba mostra il volto di Funes, appena diciannovenne, il narratore lo descrive “monumentale come il bronzo, più antico dell'Egitto, anteriore alle profezie e alle piramidi".
Il racconto si conclude affermando che “Ireneo Funes morì nel 1889, d'una congestione polmonare".

## Riferimenti culturali
- Il film Away with Words (1999) di Chris Doyle è in gran parte ispirato alla storia di Funes (così come al racconto Una memoria prodigiosa: viaggio tra i misteri del cervello umano di Aleksandr Lurija sulla vita e la psicologia di Solomon Šereševskij).
- Il romanzo L'atlante delle nuvole (2004) di David Mitchell fa riferimento a questo racconto; si dice che il personaggio Sonmi-451, come parte del suo sviluppo intellettuale, abbia letto " I ricordi di Ireneo Funes".
- Il romanzo La misteriosa fiamma della regina Loana (2004) di Umberto Eco fa riferimento a questo racconto.
- Il libro di memorie The Reenactments (2013) di Nick Flynn fa riferimento a questo racconto.
- Il libro The Rigor of Angels: Borges, Heisenberg, Kant, and the Ultimate Nature of Reality (2023) di William Egginton racconta questa storia in dettaglio.
- Lo spettacolo teatrale Hòs (2025) di UCCI UCCI si ispira allo stato di Funes per trattare la percezione delle malattie neurodegenerative.